# Parasemus mitchelli
Parasemus mitchelli là một loài bọ cánh cứng trong họ Phalacridae. Loài này được Blackburn miêu tả khoa học năm 1899.